# Manu Bennett
Jonathan Manu Bennett, também conhecido como Jon Bennett (Rotorua, 10 de outubro de 1969), é um ator neozelandês. É mais conhecido por ter interpretado Crixus na série Spartacus: Blood and Sand, Spartacus: War of the Damned, Spartacus: Vengeance, Spartacus: Gods of the Arena, Slade Wilson em Arrow, e o druida Allanon em The Shannara Chronicles.

## Biografia
Seu pai era cantor e sua mãe modelo. Com um ano de idade, mudou-se para Austrália com seus pais, logo começou a estudar Dança Clássica e música, mais tarde entrou em uma universidade de teatro. Sua carreira começou com uma ponta em Paradise Beach, e logo estava fazendo varias pontas em séries de TV, ganhando muito prestígio. No teatro, participou em 1996 da peça Lady Chatterley's Lover. O convite veio por intermédio à sua carreira de modelo, já que o personagem exigia a nudez completa do ator. Logo Manu viajou pro Japão para atuar num filme chamado Tomoko, contracenando ao lado do ator Rumiko Koyangi, aos fins das gravações voltou para Nova Zelândia e foi chamado para atuar em Street Legal, de 2002.
Em 2005, Manu atuou em The marine, ao lado de Robert Patrick, e em 2006 esteve ao lado de Vinnie Jones em The Condemmed. Seu último filme, 30 Days of Night, o pôs ao lado de Josh Hartnett e Melissa George.
Na série de 2010, Spartacus: Blood and Sand, interpretou o guerreiro Crixus, que é muito cobiçado pelas mulheres. No papel, Manu chegou a exibir nu frontal e atuar em diversas cenas de sexo. Ele voltou a interpretar o personagem na segunda temporada da série, Spartacus: Vengeance em 2011, neste mesmo ano Bennett atuou na mini-série da mesma franquia denominada Spartacus: Gods Of the Arena novamente como Crixus, o gaules invicto.
Em 2012, ele interpretou o vilão Azog, o Profanador, em The Hobbit: An Unexpected Journey, e continuou a retratar o personagem nas sequências. Em novembro de 2012, Bennett estava no elenco da primeira temporada de Arrow como Slade Wilson, e em março de 2013, ele foi promovido a série regular para a segunda temporada

## Filmografia
- Pandora (2019) TV
- Death Race 2050 (2017)
- Justice League (fictício)
- Beta Test (2016)
- The Shannara Chronicles (2016) TV
- The Hobbit: The Battle of the Five Armies (filme) (2014)
- Arrow (2013) TV
- The Hobbit: The Desolation of Smaug (filme) (2013)
- The Hobbit: An Unexpected Journey (filme) (2012)
- Simbad e o minotauro (filme) (2011)
- Spartacus: War of the Damned (2013) TV
- Spartacus: Vengeance (2012) TV
- Spartacus: Gods of the Arena (2011) TV
- Spartacus: Blood and Sand (2010) TV
- 30 Days of Night (2007)
- The Condemned (2007)
- The Marine (2006)
- Mataku (2002)
- Street Legal (2002)
- Lantana (2001)
- Head Start (2001)
- Tales of the South Seas (2000)
- Xena: Warrior Princess (2000)
- BeastMaster (1999)
- The Violent Earth (1998)
- All Saints (1998)
- Water Rats (1996-1997)
- Blue Heelers (1994)
- Paradise Beach (1993)
- Shortland Street (1992)

## Teatro
- Lady Chatterley's Lover (1996)